# Vaterpolo klub Budva
Budvanska rivijera je crnogorski vaterpolski klub iz grada Budve.
Svoje utakmice igra u SRC Budva.

## Povijest
Za početak se uzima 1930. godina, kada je u sklopu SD "Mogren" osnovan i vaterpolski odjel.
Klub je tijekom godina mijenjao ime, tako da je djelovao pod imenima "Mogren", "Budva", od 1992. "Budvanska rivijera" te od 2009. "Budva M:tel".
U prvenstvu Crne Gore su u doigravanju došli do majstorice poluzavršnice, kada su ispali od kotorskog "Primorca".
U sezoni 2006/07. natječe se u LENA kupu. Došli su do poluzavršnice, gdje su ispali od hrvatskog predstavnika "Šibenika".
U 2006./07. su došli do završnice, gdje su u oba susreta izgubili od "Jadrana CKB" iz Herceg-Novog.

## Poznati igrači
Veljko Uskoković, Aleksandar Šoštar, Goran Rađenović, Dragan Vujević, Igor Milanović, Fran Paškvalin

## Poznati treneri
- Veselin Đuho

## Klupski uspjesi
- prvaci Srbije i Crne Gore: 1993/94.
- doprvaci Srbije i Crne Gore: 1994/95. (prvaci u ligaškom dijelu), 1997/98.

- doprvaci kupa Srbije i Crne Gore: 1994/95., 1998/99.

- doprvaci kupa Crne Gore: 2006./07.

- kup pobjednika kupova: poluzavršnica 1997/98.
- LENA kup: poluzavršnica 2006./07.
- Jadranska liga: 5. (2008./09.)

## Vanjske poveznice
- Službene stranice  Arhivirana inačica izvorne stranice od 28. kolovoza 2008. (Wayback Machine)